# Джураев, Туроб Икрамович
Туроб Икрамович Джураев (узб. Turob Ikromovich Jo'rayev, Туроб Икромович Жўраев) — член комитета Сената Олий Мажлиса Республики Узбекистан по экономическим вопросам (2017—2018), хоким Самаркандской области (2017—2018).

## Биография
Родился 22 февраля 1966 года в Джаркурганском районе.
- В 1990 году окончил Ташкентский институт народного хозяйства.
- C 1990 по 1997 гг. — работа на различных должностях в институте народного хозяйства.
- С 1997 по 1998 гг. — заведующий кафедрой бухгалтерии, анализа и аудита Московского государственного университета.
- С 1998 по 2004 гг. — заместитель министра финансов Узбекистана.
- С 2004 по 2008 гг. — министр народного образования Республики Узбекистан.
- С 2008 по 2011 гг. — хоким Сурхандарьинской области.
- С 2011 по 2013 гг. — хоким Кашкадарьинской области.
- 27 сентября 2013 года освобождён от должности хокима за "превышение полномочий", позже продолжал работать в Ташкентском государственном экономическом университете в качестве заместителя заведующего кафедрой.
- С апреля по июнь 2017 г. — хоким Бекабадского района Ташкентской области.
- С 13 июня 2017 г. по 11 июля 2018 года — хоким Самаркандской области. Освобождён от должности, позже обвинён в коррупции.
- 2 августа 2019 года решением Ташкентского областного суда приговорен к 13 годам лишения свободы[4].